# Celosia corymbifera
Celosia corymbifera là loài thực vật có hoa thuộc họ Dền. Loài này được Didr. mô tả khoa học đầu tiên năm 1849.